# زجاج معشق بالجص
الزجاج المعشق بالجص  هو نوع من أنواع الزجاج المعشق -و هو قطع زجاج ملونة يتم تجميعها بواسطة الجص تؤلف وفق تصميم يضعه فنان الزجاج المعشق بالجص وتستخدم حشوة الزجاج المعشق بالجص في أغراض الديكور والتصميم الداخلي بدافع تخفيف حدة الضوء في القصور التي شيدها الخلفاء بالشام ثم استعملت بالمساجد ذات الصحن المكشوف للغرض نفسه وانتشر هذا النوع من الشبابيك في العمائر الدينية.
تعرف هذه الشبابيك عادة باسم القمريات إذا كانت مستديرة الشكل وبإسم الشمسيات إذا كانت غير مستديرة.
نوع الزجاج المستخدم في فن الزجاج المعشق بالجص هو الجص العادي

## أهمية الزجاج المعشق
- أهمية جمالية في التزيين والديكور الداخلي
- أهمية في إضاءة المكان وإضفاء لمسات ضوئية على المكان

## اقرأ أيضا
- زجاج معشق.
- زجاج معشق بالخشب.
- زجاج معشق بصفائح النحاس.

## المصدر
- صور ونماذج لـ زجاج معشق
- كتاب تكنولوجيا فن الزجاج- تأليف د.محمد زينهم